# 马克斯·亚历山德森
马克斯·亚历山德森（英語：Max Anderson，2001年5月17日—）是一名蘇格蘭足球運動員，司職 中場，現時效力蘇格蘭足球冠軍聯賽球會邓迪。

## 球會生涯
亚历山德森自小在邓迪學習踢球，並在2019年4月簽下職業合約。2019年9月蘇格蘭挑戰盃對埃爾金城的比賽，他以替補身份首次上場。
2020年10月，他與球會續約至2023年。在賽前熱身賽和蘇格蘭聯賽盃的不錯表現後，他在作客輸給哈茨的比賽首次聯賽上場 。2021年3月，他在對因弗内斯的比賽打進首顆聯賽進球。季後他獲得球會最佳年青球員獎。他並是2020–21年蘇格蘭超級足球聯賽晉級附加賽的一份子，助球隊取得來季參加蘇格蘭足球超級聯賽資格。
2021年10月對圣米伦的比賽，他打進在蘇超首顆進球，助球隊以1-0取勝並當選為全場最佳球員。雖然球隊最後保級失敗，亚历山德森的不錯和穩定的表現使他再一次當選為球會年度最佳年青球員獎。

## 國家隊生涯
2021年8月，亚历山德森獲蘇格蘭U21徵召參加2023年欧洲U-21足球锦标赛資格賽對土耳其的比賽，並在賽中替補上場，首次為蘇格蘭代表隊上場。

## 榮譽
個人
鄧迪
- 球會年度最佳年青球員：2020–21[10]、2021–22[18]